# Villa de Lucullus
La villa de Lucullus est la villa romaine de Lucullus, construite au Ier siècle av. J.-C. à Naples,.
L'extension de la villa s'étendait de l'îlot de Megaride au mont Echia du côté sud et, très probablement, selon les dernières découvertes archéologiques, du côté sud-est également jusqu'au quartier du Castel Nuovo (en intalien : Maschio Angioino), près de la Piazza del Municipio. 
La villa était équipée d'étangs à poissons et de jetées qui s'avançaient dans la mer, d'une très riche bibliothèque, d'un élevage de murènes et de pêchers importés de Perse, qui pour l'époque étaient une nouveauté avec les cerisiers apportés de Giresun. La villa est devenue si célèbre pour ses banquets, à tel point qu'il existe encore aujourd'hui un adjectif en italien « lucullien », qui désigne un repas particulièrement abondant et délicieux.

## Description

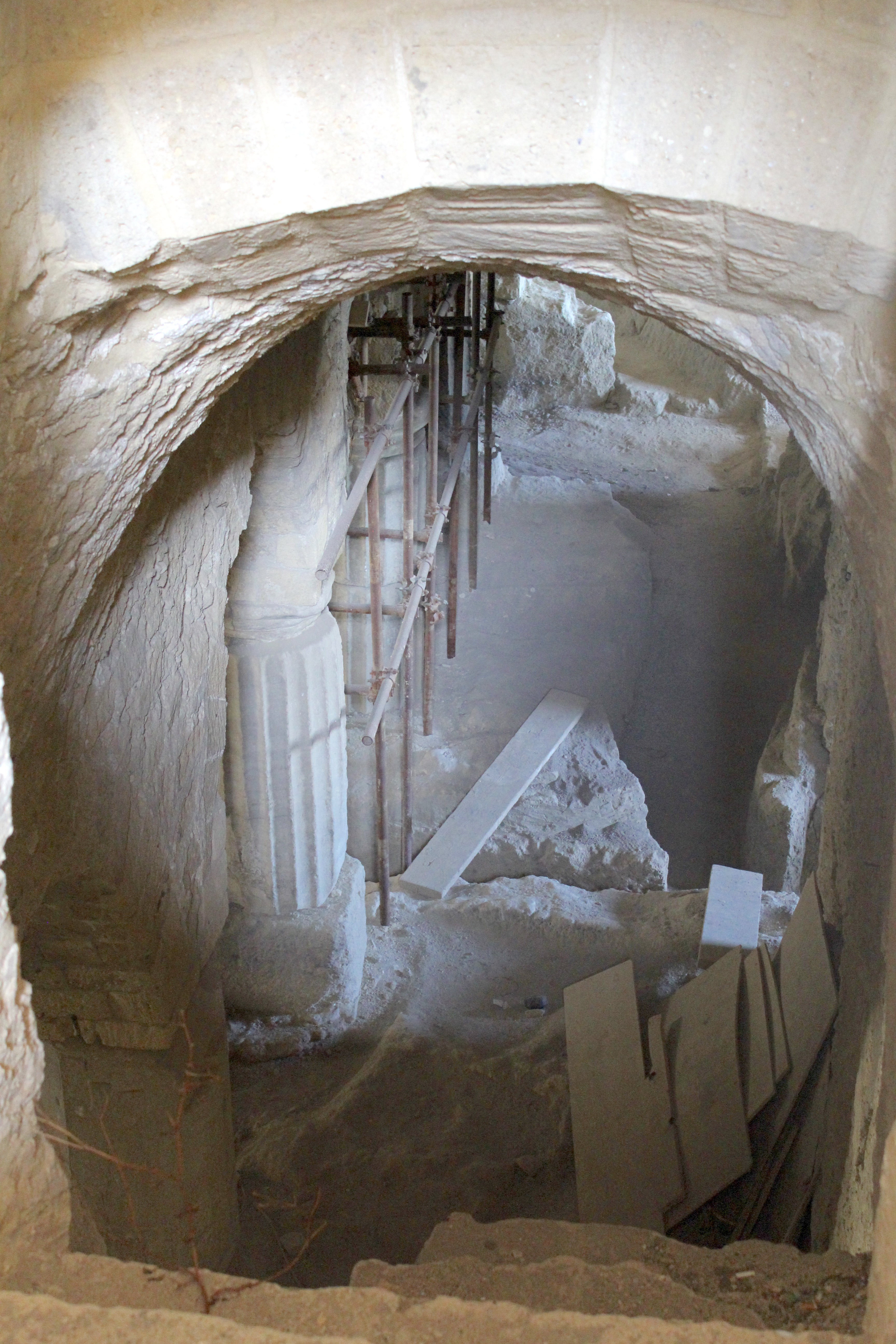
Aperçu de la « salle des colonnes » du Castel dell'Ovo.

Cette architecture ancienne, compte tenu de sa taille énorme, est visible en plusieurs points de la ville de Naples. Le noyau le plus grand et peut-être le plus important est celui situé dans le sous-sol du Castel dell'Ovo (îlot de Megaride), tandis que d'autres traces de la structure sont visibles sur la colline de Pizzofalcone et pour beaucoup près de la Piazza del Municipio, grâce aux dernières découvertes.
Au sous-sol du Castel dell'Ovo se trouve la « salle des colonnes », une ancienne pièce de la forteresse datant de l'époque où la villa romaine de Lucullus se trouvait sur l'îlot de Megaride. Le nom de la salle vient des colonnes romaines encore debout.

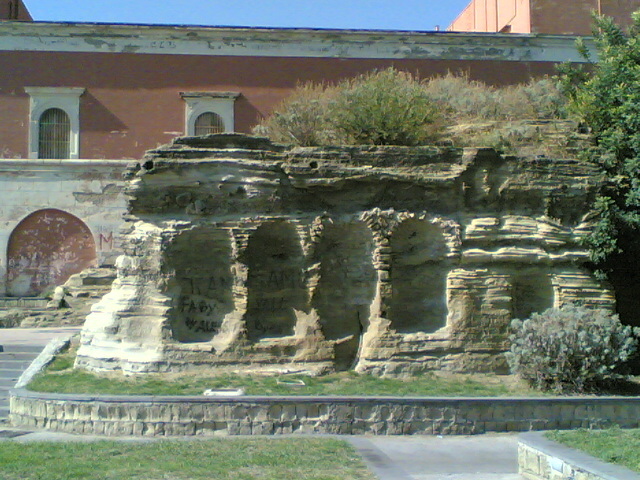
Des vestiges de la villa romaine sur le Mont Echia.

Cependant, au fil du temps, la villa a subi des rénovations qui lui ont fait perdre considérablement son aspect ancien, tant à cause de l'homme, qui a changé à plusieurs reprises sa destination en modifiant toute l'architecture, qu'à cause des vicissitudes militaires qui ont suivi au fil des siècles et, enfin, à la fois pour les différents tremblements de terre qui ont radicalement modifié la morphologie de cette zone.
À la mort de Lucullus, la villa passa aux mains de l'empereur romain, perdant ainsi de son importance, tandis que sous Valentinien III, elle fut transformée en forteresse. Appelé depuis lors castellum Lucullanum, cet état impérial fut le lieu d'exil de Romulus Augustule, le dernier empereur romain d'Occident.
Au Moyen Âge, les moines byzantins prirent possession de la villa-forteresse et la transformèrent en monastère. Les pièces qu'ils ont construites ont été construites sur les vestiges de la villa romaine, avec, dans la salle des colonnes du Castel dell'Ovo, composée de quatre nefs avec des voûtes en arc surélevé, de nombreuses colonnes romaines  soutenant la structure.
D'autres pièces furent ensuite utilisées les années suivantes comme réfectoires, lieux d'écriture, où étaient transcrits des livres, ou encore cimetières pour les moines.
D'autres pertes de traces de la villa se produisirent à la fin du Xe siècle, lorsque le monastère fut détruit par les Napolitains eux-mêmes, de peur qu'il ne puisse être utilisé par les Sarrasins comme avant-poste militaire. Après cet événement, le château fut reconstruit par les Normands tel qu'il se présente aujourd'hui, tout en conservant quelques vestiges de la maison de Lucullus au sous-sol, non ouvert au public.
En plus du Castel dell'Ovo, d'autres vestiges de la villa peuvent être admirés sur la colline de Pizzofalcone, où le premier noyau de la ville fut fondé aux VIIIe et IXe siècles av. J.-C. et dans les fouilles récentes trouvées près de la Piazza del Municipio.

## Galerie

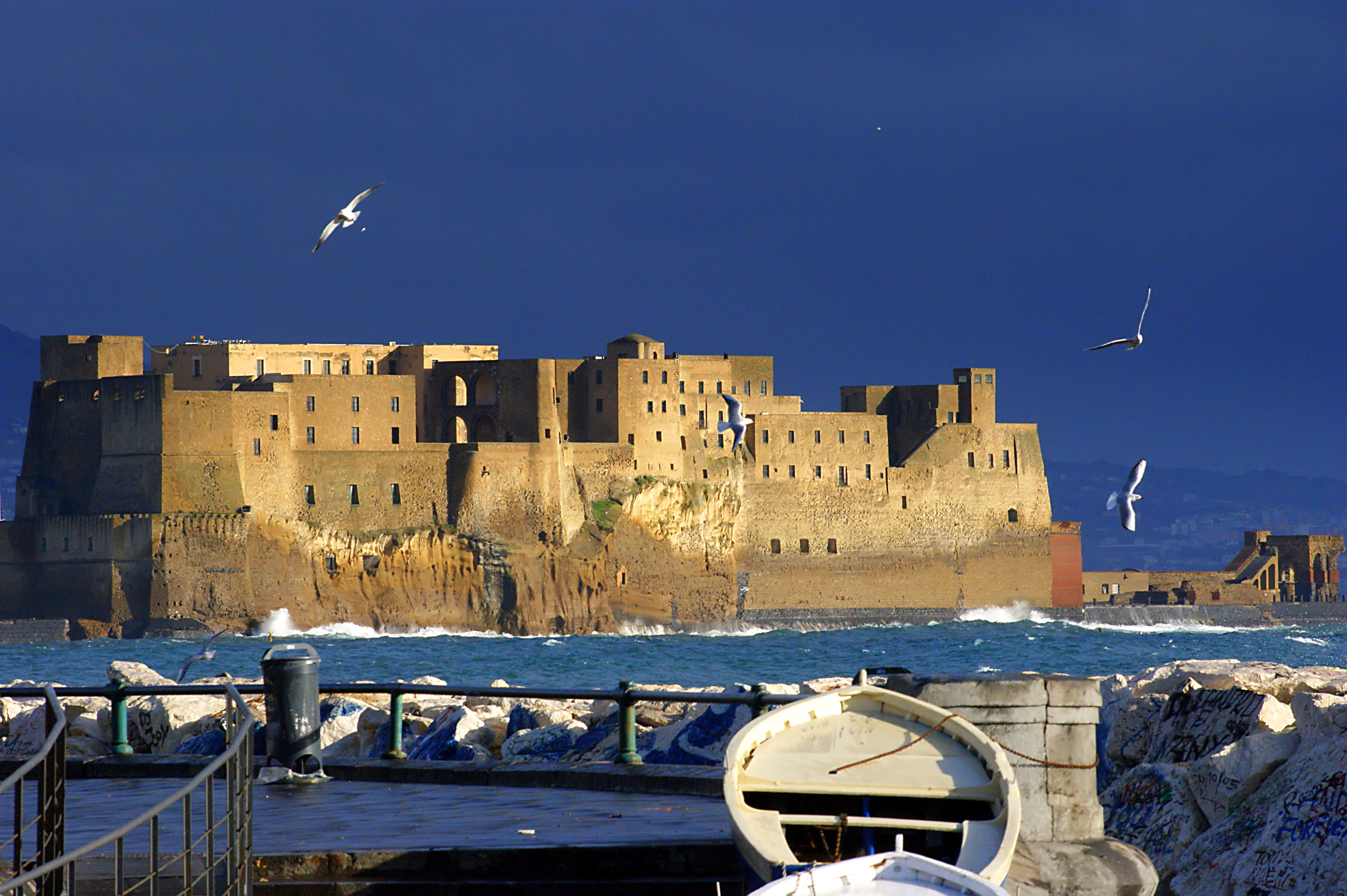
Castel dell'Ovo.
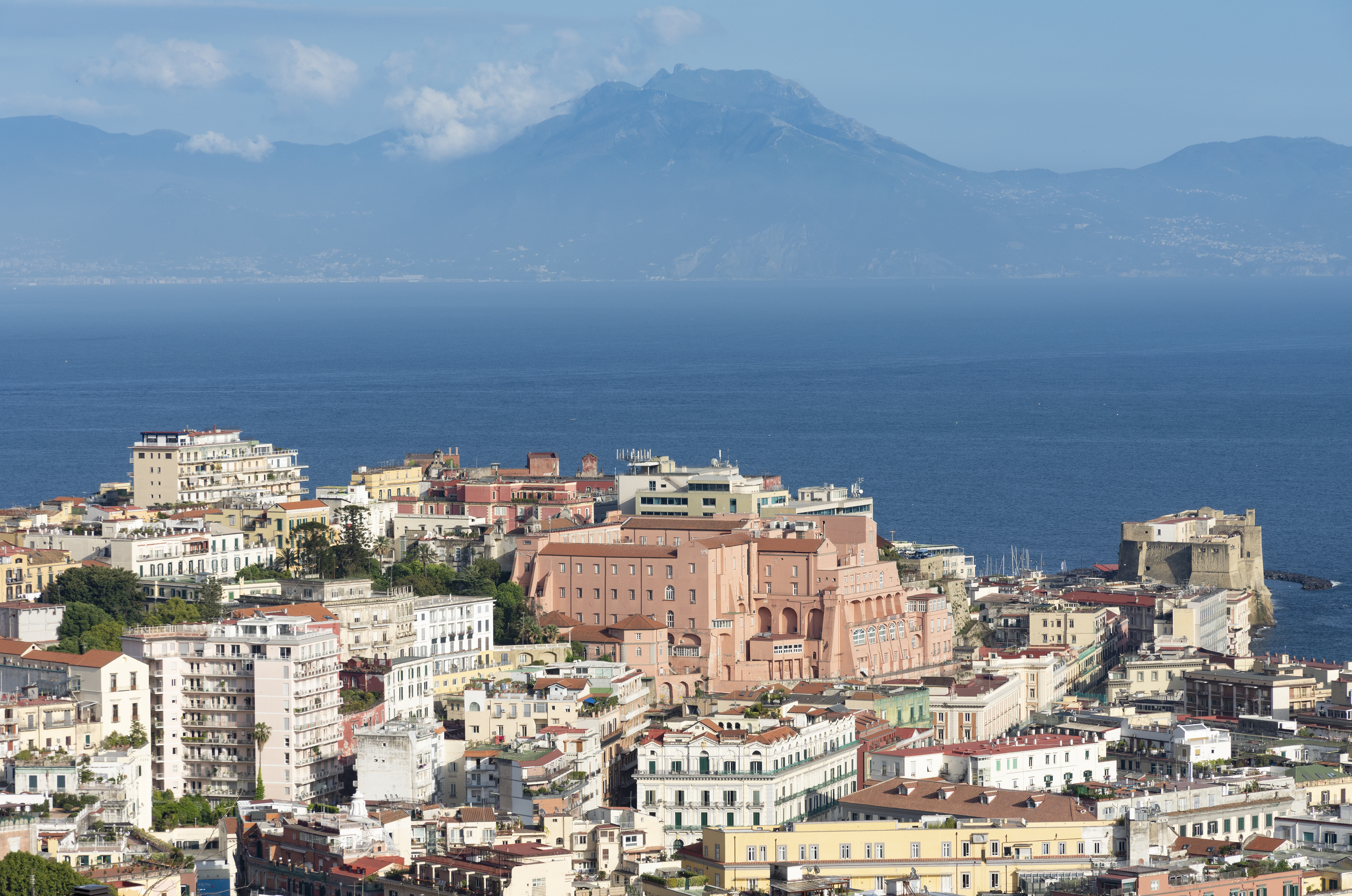
Pizzofalcone.